# Shine (filme)
Shine (bra: Shine - Brilhante; prt: Simplesmente Genial ou Shine – Simplesmente Genial) é um filme australiano de 1996, do gênero drama biográfico-romântico, dirigido por Scott Hicks, com roteiro de Jan Sardi baseado na vida do pianista David Helfgott.
Foi a última participação de Googie Withers no cinema.

## Sinopse
Retrata a vida de um talentoso pianista que enfrenta um pai dominador e suas próprias dificuldades para alcançar a perfeição.

## Elenco
- Geoffrey Rush .... David adulto
- Justin Braine .... Tony
- Sonia Todd .... Sylvia
- Chris Haywood .... Sam
- Alex Rafalowicz .... David criança
- Armin Mueller-Stahl ....Peter
- Nicholas Bell .... Ben Rosen
- Danielle Cox .... Suzie criança
- Rebecca Gooden .... Margaret
- Marta Kaczmarek .... Rachel
- John Cousins .... Jim Minogue
- Noah Taylor .... David adolescente
- Randall Berger .... Isaac Stern
- John Gielgud .... Cecil Parkes
- Lynn Redgrave .... Gillian
- Ella Scott Lynch .... Jessica
- Jethro Heysen-Hicks .... Rowan
- John Martin .... Roger Woodward idoso
- Stephen Sheehan .... Roger Woodward jovem

## Recepção
Shine teve aclamação por parte da crítica especializada. Em base de 25 avaliações profissionais, alcançou uma pontuação de 87% no Metacritic.

## Principais prêmios e indicações
| Lista de prêmios e indicações | Lista de prêmios e indicações | Lista de prêmios e indicações                                                                       | Lista de prêmios e indicações |
| Premiação                     | Categoria                     | Indicação                                                                                           | Resultado                     |
| ----------------------------- | ----------------------------- | --------------------------------------------------------------------------------------------------- | ----------------------------- |
| Oscar 1997                    | Melhor filme                  | Shine                                                                                               | Indicado                      |
| Oscar 1997                    | Melhor diretor                | Robert Scott Hicks                                                                                  | Indicado                      |
| Oscar 1997                    | Melhor ator                   | Geoffrey Rush                                                                                       | Venceu                        |
| Oscar 1997                    | Melhor roteiro original       | Jan Sardi                                                                                           | Indicado                      |
| Oscar 1997                    | Melhor ator coadjuvante       | Armin Mueller-Stahl                                                                                 | Indicado                      |
| Oscar 1997                    | Melhor trilha sonora          | David Hirschfelder                                                                                  | Indicado                      |
| Oscar 1997                    | Melhor montagem/edição        | Pip Karmel                                                                                          | Indicado                      |
| Globo de Ouro 1997            | Melhor filme - drama          | Shine                                                                                               | Indicado                      |
| Globo de Ouro 1997            | Melhor diretor                | Robert Scott Hicks                                                                                  | Indicado                      |
| Globo de Ouro 1997            | Melhor ator - drama           | Geoffrey Rush                                                                                       | Venceu                        |
| Globo de Ouro 1997            | Melhor roteiro                | Jan Sardi                                                                                           | Indicado                      |
| Globo de Ouro 1997            | Melhor trilha sonora          | David Hirschfelder                                                                                  | Indicado                      |
| BAFTA                         | Melhor Filme                  | Shine                                                                                               | Indicado[carece de fontes?]   |
| BAFTA                         | Melhor Diretor                | Robert Scott Hicks                                                                                  | Indicado[carece de fontes?]   |
| BAFTA                         | Melhor Ator                   | Geoffrey Rush                                                                                       | Venceu[carece de fontes?]     |
| BAFTA                         | Melhor Roteiro Original       | Jan Sardi                                                                                           | Indicado[carece de fontes?]   |
| BAFTA                         | Melhor Ator Coadjuvante       | John Gielgud                                                                                        | Indicado[carece de fontes?]   |
| BAFTA                         | Melhor Atriz Coadjuvante      | Lynn Redgrave                                                                                       | Indicado[carece de fontes?]   |
| BAFTA                         | Melhor Trilha Sonora          | David Hirschfelder                                                                                  | Indicado[carece de fontes?]   |
| BAFTA                         | Melhor Som                    | - Jim Greenhorn - Toivo Lember - Livia Ruzic - Roger Savage - Gareth Vanderhope                     | Venceu[carece de fontes?]     |
| BAFTA                         | Melhor Edição                 | Pip Karmel                                                                                          | Indicado[carece de fontes?]   |
| SAG Awards                    | Melhor Ator Principal         | Geoffrey Rush                                                                                       | Venceu[carece de fontes?]     |
| SAG Awards                    | Melhor Ator Coadjuvante       | Noah Taylor                                                                                         | Indicado[carece de fontes?]   |
| SAG Awards                    | Melhor Elenco                 | - Armin Mueller-Stahl - Noah Taylor - Geoffrey Rush - Lynn Redgrave - Googie Withers - John Gielgud | Indicado[carece de fontes?]   |